# مارتن بريمر (لاعب كرة قدم)
مارتن بريمر (بالألمانية: Martin Bremer)‏ هو لاعب كرة قدم ألماني في مركز الوسط، ولد في 11 مايو 1954. لعب مع إف إس في فرانكفورت ودارمشتات 98 وفالدهوف مانهايم.

## وصلات خارجية
- مارتن بريمر على موقع قاعدة بيانات كرة القدم.إي يو (الإنجليزية)
- مارتن بريمر على موقع بيانات كرة القدم. دي إي (الألمانية)